# Sulūq
Sulūq är en ort i Libyen.   Den ligger i distriktet Benghazi, i den norra delen av landet, 700 km öster om huvudstaden Tripoli. Sulūq ligger 55 meter över havet och antalet invånare är 15 543.
Terrängen runt Sulūq är mycket platt. Runt Sulūq är det ganska tätbefolkat, med 83 invånare per kvadratkilometer. Trakten runt Sulūq är ofruktbar med lite eller ingen växtlighet.